# Ça s'attrape!!
La mensuelle Ça s'attrape!! a été la troisième publication lesbienne francophone à paraître au Québec, Amazones d'hier, lesbiennes d'aujourd'hui, l'ayant précédée de quelques mois. La mensuelle se veut une expression de la culture et des divers points de vue lesbiens, sans privilégier une tendance politique à une autre, au même titre que la revue qui lui succède, Treize.
De format tabloïd, comptant 4 pages, en une seule feuille pliée, elle était tirée à 5 000 exemplaires, distribués gratuitement dans les lieux publics fréquentés par les lesbiennes. Quinze numéros furent ainsi diffusés entre septembre 1982 et février 1984.

## Historique

### Le Berdache
C'est le magazine de l'A.D.G.Q, Le Berdache, ou plutôt sa cessation, qui sera tributaire de la création de la mensuelle lesbienne Ça s'attrape!!
C'est d'abord en mai 1981, au Congrès annuel de l'Association pour les droits des gai(e)s du Québec (A.D.G.Q), que trois femmes décident de s'unir pour former un comité lesbien au sein de l'A.D.G.Q., ce comité permettra une première intégration des femmes homosexuelles au sein de l'A.D.G.Q., malgré cet effort, l'Association reste constituée à 90% d'hommes gais,.
C'est donc en décembre 1981 qu'elles envisagent de créer une section lesbienne dans la revue de l'A.D.G.Q, Le Berdache, cette section portera le titre de Lesbiennes entre nous. Le 14 mars 1982, une résolution du Congrès spécial de l'A.D.G.Q est adoptée par le comité-femmes et le comité politique pour qu'un huitième des pages du Berdache soit désormais consacré au contenu fait par et pour les lesbiennes, le premier dossier "Lesbiennes entre nous" du Berdache est publié en mai 1982.
Toujours dans le but d'inclure les lesbiennes, ce même comité désire que l'A.D.G.Q modifie le nom de son association pour y inclure un "L", cette proposition, malgré quelques réfractaires, sera acceptée, c'est le début de l'Association pour les droits des gais et lesbiennes du Québec (A.D.G.L.Q).
Les lesbiennes s'impliquent de plus en plus au sein de l'A.D.G.Q, et ce, grâce au succès des événements dédiés aux femmes, comme la présentation du documentaire de 1981 d'AHLA, ainsi que des soirées dansantes. Ceci étant dit, malgré les réussites du comité à rejoindre plus de lesbiennes, la revue Le Berdache bat de l'aile financièrement et les gais de l'Association pensent à fonder un autre magazine.
Enfin, c'est en juillet 1982 que les hommes de l'A.D.G.Q quittent officiellement Le Berdache, dont le dernier numéro paraît en juin 1982, laissant derrière eux quelques dettes et la décision aux lesbiennes de sauver la revue ou non.
Les femmes de l'Association décideront plutôt de se lancer dans un projet autonome pour les lesbiennes, qui deviendra, la mensuelle Ça s'attrape!!, lancée en octobre 1982.

## La production d'une nouvelle revue

### Ça s'attrape!!
Le choix du nom de la revue aurait été le dernier point prévu à l'ordre du jour; les mots lesbienne et amazone appartenant déjà à une autre revue. On doit à Sylvie Thomas l'inspiration derrière le nom Ça s'attrape!!, s'inspirant du slogan: «Ie lesbianisme, c'est pas une maladie, mais ça s'attrape!» Cette dernière propose également la création d'une mascotte, qui fera également office de logo de la revue, c'est ainsi que naissent "les poilues", qui sont en fait deux amantes-nuages qui se tiennent par la main.
La production du magazine a été financée au départ par la vente de macarons, à l'effigie des mascottes, ainsi que par quelques danses et publicités insérées dans la publication, le coût moyen de production d'un numéro s'élevant à 500$.

### Le contenu
On retrouve dans Ça s'attrape!! un ton humoristique qui s'estompera dans la mensuelle Treize, ainsi qu'une bande dessinée dans presque tous les numéros. D'ailleurs, les noms des différentes rubriques de la revue abondent de références aux oiseaux, on retrouve par exemple les sections : Ma chouette (courrier des lectrices), Les corneilles (chronique d'opinion), ou encore le Communiqu'ailes (babillard des activités). On retrouve également les sections de la Calendrière (calendrier d'événements) et de La bottine mondaine (liste des groupes-ressources pour lesbiennes).
En février 1984, la publication est suspendue pour de multiples raisons: instabilité de la collective (sic), difficultés financières, lourdeur de la machine, format tabloïd exigeant sur le plan technique, baisse de la qualité du contenu et remise en question du mode de distribution,,.
C'est ainsi que naîtra la revue lesbienne Treize, qui se veut la continuité 'payante' de Ça s'attrape!! et qui perdurera pendant près de 25 ans (1984-2008).